# Gehyra serraticauda
Espèce
Gehyra serraticauda est une espèce de geckos de la famille des Gekkonidae.

## Répartition
Cette espèce est endémique de Nouvelle-Guinée occidentale en Indonésie.

## Publication originale
- Skipwith & Oliver, 2014 : A new Gehyra (Gekkonidae: Reptilia) from New Guinea with unique caudal scalation. Zootaxa, no 3827 (1), p. 57–66.